# Plagithmysus davisi
Plagithmysus davisi är en skalbaggsart som beskrevs av Otto Herman Swezey 1946. Plagithmysus davisi ingår i släktet Plagithmysus och familjen långhorningar. Inga underarter finns listade i Catalogue of Life.